# Hormisa pupillaris
Hormisa pupillaris là một loài bướm đêm trong họ Noctuidae.